# Željko Erkić
Željko Erkić  (en cirílico: Жељко Еркић; n. 25 de julio de 1981, Sarajevo, Yugoslavia) es un actor de cine serbio. 

## Carrera
Željko ha ganado numerosos premios en Bosnia y Herzegovina, entre ellos "mejor actor de la Republica Srpska" en los años 2011-2012.
En 2015 se unió como invitado a la serie turca Muhteşem Yüzyıl Kösem donde dio vida a Enzo, hasta 2016.

## Filmografía

### Series de televisión
| Año         | Serie                   | Personaje    | Notas                           |
| ----------- | ----------------------- | ------------ | ------------------------------- |
| 2017        | Meso TV Series (2017– ) | doctor Sarac | 9 episodios                     |
| 2015 - 2016 | Muhteşem Yüzyıl Kösem   | Enzo         | 9 episodios                     |
| 2011        | Turneja                 | Mladi Vojnik | episodio # 1.2                  |
| 2010        | Sesto c.                | Sasa         | episodio "Dvostruko osiguranje" |